# 45-Minuten-Rennen von Portland 1981

Portland International Raceway

Das 45-Minuten-Rennen von Portland 1981, auch G.I. Joe’s Datsun Grand Prix (Camel GTU), Portland International Raceway, fand am 2. August dieses Jahres auf dem Portland International Raceway statt. Das Rennen war der 16. Lauf der IMSA-GTP-Serie 1981 und zählte nur zur Wertung der GTU-Klasse.

## Das Rennen
Zum fünften Mal in der Saison fand im Rahmen eines IMSA-Meisterschaftslaufes ein Sprintrennen statt, das nur zur Wertung GTU-Klasse zählte und über eine Renndauer von 45 Minuten führte. Erneut lieferten sich die beiden Mazda RX-7-Piloten Lee Mueller und Walt Bohren ein Duell um den Sieg, das diesmal Mueller mit neun Sekunden Vorsprung auf seinen Teamkollegen Bohren für sich entschied.

## Ergebnisse

### Schlussklassement
| 1           | GTU    | 92 | Kent Racing                    | Lee Mueller     | Mazda RX-7    | 37 |
| 2           | GTU    | 98 | Kent Racing                    | Walt Bohren     | Mazda RX-7    | 37 |
| 3           | GTU    | 22 | Personalized Autohaus          | Wayne Baker     | Porsche 914/4 | 37 |
| 4           | GTU    | 82 | Trinity Racing                 | Jim Cock        | Mazda RX-7    | 37 |
| 5           | GTU    | 77 | JLC Racing                     | Jeff Kline      | Mazda RX-7    | 37 |
| 6           | GTU    | 62 | Golden Eagle Racing Kegel Ent. | Bill Koll       | Porsche 911SC | 37 |
| 7           | GTU    | 16 | George Follmer                 | George Follmer  | Toyota Celica | 37 |
| 8           | GTU    | 45 | Autosport Technology           | Dwight Mitchell | Porsche 914/6 | 36 |
| 9           | GTU    | 74 | Casey Mollett                  | Casey Mollett   | Datsun 280ZX  | 36 |
| 10          | GTU    | 95 | Stu Fisher                     | Stu Fisher      | Datsun Z      | 36 |
| 11          | GTU    | 57 |                                | Jeff Scott      | Porsche 914/6 | 35 |
| 12          | GTU    | 90 | Jerry Murch                    | Jerry Murch     | Datsun Z      | 34 |
| 13          | SP GP2 | 80 |                                | Mike Rickman    | Datsun 200SX  | 34 |
| 14          | SP GP2 | 46 | Terry Flanagan                 | Terry Flanagan  | BMW 2002      | 34 |
| 15          | SP GP2 | 79 |                                | Marta Leonard   | Datsun B210   | 33 |
| 16          | SP GP2 | 8  | Patrick Pearson                | Patrick Pearson | Datsun 1200   | 31 |
| Ausgefallen |        |    |                                |                 |               |    |
| 17          | SP GP2 | 23 | Raytown Datsun                 | Frank Carney    | Datsun 280ZX  | 14 |
| 18          | GTU    | 6  | Roger Burpee                   | Roger Burpee    | Datsun Z      | 11 |
| 19          | SP GP2 | 21 | Richard Meyer                  | Richard Meyer   | Volvo 122F    | 9  |

### Nur in der Meldeliste
Hier finden sich Teams, Fahrer und Fahrzeuge, die ursprünglich für das Rennen gemeldet waren, aber aus den unterschiedlichsten Gründen daran nicht teilnahmen.
| Pos. | Klasse | Nr. | Team            | Fahrer          | Chassis       |
| ---- | ------ | --- | --------------- | --------------- | ------------- |
| 20   | GTU    | 4   | Autopia Racing  | Exay Borrero    | BMW 320i      |
| 21   | SP GP2 | 9   | Barry Kowalchuk | Barry Kowalchuk | BMW 2002      |
| 22   | GTU    | 14  | Ron Emmerson    | Ron Emmerson    | Datsun Z      |
| 23   | GTU    | 15  | George Follmer  | George Follmer  | Toyota Celica |
| 24   | GTU    | 39  | Greg LaCava     | Greg LaCava     | Porsche 911   |
| 25   | GTU    | 49  | Joel Anderson   | Joel Anderson   | Datsun Z      |
| 26   | SP GP2 | 53  | Jon Norman      | Jon Norman      | Alfa Romeo    |
| 27   | GTU    | 69  | Nick Feodorhoff | Nick Feodorhoff | Porsche 911   |

### Klassensieger
| Klasse | Fahrer       | Fahrzeug     | Platzierung im Gesamtklassement |
| ------ | ------------ | ------------ | ------------------------------- |
| GTU    | Lee Mueller  | Mazda RX-7   | Gesamtsieg                      |
| SP GP2 | Mike Rickman | Datsun 200SX | Rang 13                         |

### Renndaten
- Gemeldet: 27
- Gestartet: 19
- Gewertet: 16
- Rennklassen: 2
- Zuschauer: unbekannt
- Wetter am Renntag: unbekannt
- Streckenlänge: 3,082 km
- Fahrzeit des Siegerteams: 0:46:10,550 Stunden
- Gesamtrunden des Siegerteams: 37
- Gesamtdistanz des Siegerteams: 114,038 km
- Siegerschnitt: 148,169 km/h
- Pole Position: unbekannt
- Schnellste Rennrunde: Lee Mueller – Mazda RX-7 (#92) – 1:13,950 – 150,031 km/h
- Rennserie: 16. Lauf zur IMSA-GTP-Serie 1981